# Christian Baude
Christian Baude (* 6. Oktober 1982 in Suhl) ist ein deutscher ehemaliger Rennrodler und Skeletonfahrer sowie derzeitiger Trainer. Seit April 2020 ist er Cheftrainer des deutschen Skeleton-Nationalteams.

## Leben
Christian Baude war von 1990 bis 2008 Rennrodler und startete für den BSR Rennsteig Oberhof. Der Sportsoldat der Bundeswehr (Hauptfeldwebel) trat im Doppelsitzer mit seinem Partner Marcel Lorenz an. Schon im Jugendbereich starteten Baude/Lorenz gemeinsam, ihr größter Erfolg in dieser Zeit war ein dritter Platz bei den Juniorenweltmeisterschaften 2002. Durch einen zweiten Platz beim Weltcuprennen in Oberhof 2005, konnte sich das Duo für die Weltmeisterschaften qualifizieren. Dort erreichten sie einen 12. Rang.
Baude wechselte 2008 zum Skeleton. Bei den Deutschen Meisterschaften 2009 wurde er Achter. Ab der Saison 2009/10 trat er im Skeleton-Europacup an. Sein erstes Rennen bestritt er in Königssee, wo er hinter Matthias Guggenberger und Alexander Kröckel Dritter wurde. Einen Tag später gewann er an selber Stelle sein zweites Europacuprennen. Auch bei den beiden folgenden Rennen in Altenberg wurde er hinter Kröckel, ebenso wie beim vorletzten Saisonrennen in Cesana Pariol hinter Alexander Rotte, Zweiter. In der Gesamtwertung musste sich Baude nur Kröckel geschlagen geben und verwies seinerseits Rotte auf den dritten Rang. Noch besser verlief die folgende Saison 2010/11. Baude gewann mit den Rennen in Cesana, Winterberg und Altenberg fünf der acht Saisonrennen und war in den beiden Rennen in Igls Dritter. Einzig im letzten Saisonrennen verpasste er das Podium in St. Moritz als Neunter. Mit 519 Punkten gewann er mit dem großen Abstand von genau 100 Punkten vor Anton Batujew sowie Maximilian Graßl die Gesamtwertung.
2008 hatte Baude eine Trainerausbildung begonnen, welche er 2011 abschloss. Da der gewünschte Anschluss an die Weltspitze nicht gelang, beendete er 2012 seine aktive Laufbahn, war in der Folge bis zu den Olympischen Winterspielen 2014 in Sotschi noch als Testfahrer für das Institut für Forschung und Entwicklung von Sportgeräten tätig und fungierte als Trainer des deutschen Skeleton-Europacup-Team. 2012 übernahm er den Posten des Bundesstützpunkttrainers Skeleton am Olympiastützpunkt in Oberhof. Dort betreute er unter anderem Christopher Grotheer, Fabian Küchler und Corinna Leipold. Am 8. April 2020 wurde er, als Nachfolger von Dirk Matschenz, vom Bob- und Schlittenverband für Deutschland zum Cheftrainer des deutschen Skeleton-Nationalteams berufen.